# Francisko Szilágyi
Francisko Szilágyi (původně maďarsky Szilágyi Ferenc, 1. února 1895 – 1. prosince 1967) byl maďarský, později švédský esperantista a advokát.

## Dílo
Francisko Szilágyi byl dlouholetým redaktorem kulturní, společenské a literární revue Norda Prismo. Na jeho dílech i překladech je patrné, že byl nadaný stylista.
- Trans la fabeloceano moderní pohádky
- La granda aventuro moderní pohádky
- Inter sudo kaj nordo moderní pohádky
- Koko krias jam, novela
- Mistero minora psychologický kriminální román,
- Sveda novelaro
- Rapsodioj, sbírka básní a prózy

### Odborná literatura
Kromě samostatně napsané učebnice, spolupraval na Hungara antologio, Sveda antologio a Enciklopedio de esperanto.
- La simpla esperanto a ellernu – učebnice esperanta.

### Překlady
Francisko Szilágyi se také věnoval překladům do esperanta, přeložil Genthonovo Poemaro en Hungarlando a Pentroarto en malnova Hungarujo. Dále pak díla Davida Flooda Mi sercis oron kaj oleon a Sed trovis.
Úspěšný byl i jeho překlad humoristického dílka Breinholsta Ni en skandinavio.